# Апапоріс
Апапоріс (ісп. Rio Apaporis) — річка у Колумбії і Бразилії; ліва притока Жапури. Належить до водного басейну Амазонки → Атлантичного океану.

## Географія
Річка починає свій витік на схилах Східної Кордильєри Анд недалеко від міста Сан-Вінценте, в департаменті Какета у південній частині Колумбії.
Річка Апапоріс набуває це ім'я, в місці злиття річок Туніа (або Макау) і Аяйу. Тече в східному — південно-східному напрямку, територією департаментів Какета, Мета, Ґуав'яре, Ваупес, Амасонас Колумбії, а в нижній течії — кордоном із штатом Амазонас Бразилії та з лівого берега впадає у річку Жапуру.
Річка має довжину 960 км (за іншими даними біля 770 км). А від витоку річки Туніа (Макау) — 1 370 км. Середньорічна витрата води у гирлі — 3 900 м³/с (найбільша притока Жапури). Площа басейну — 54 300 км².

## Притоки
Річка Апапоріс на своєму шляху приймає воду великої кількості приток, найбільші із них (від витоку до гирла):
- Туніа (Макау, ліва, довжина 410 км, басейн 9 150 км², стік 600 м³/с)
- Аяйу (права, 260 км, 7 800 км², 500 м³/с)
- Пакоа (160 км)
- Кананарі (ліва, 200 км)
- Піра Парана (ліва, 250 км, 5 900 км²)
- Тарайра (ліва, 160 км)